# Parvaz
Parvaz é uma cidade do Afeganistão, localizada na província de Balkh.